# Emil Pahlman
Knut Emil Pahlman, född 14 maj 1837 i Åbo, död där 27 januari 1890, var en finländsk violinist. Han var bror till Oscar Pahlman
Pahlman var först lärling hos stadsmusikanterna i Åbo Wilhelm Friedrich Siber och Anton Rudolf Hausen, varefter han studerade i Leipzig och verkade som orkestermusiker i Helsingfors. Han komponerade sånger och arrangerade folkmelodier. Hans potpurri över finska folkvisor och marscher anses vara det mest spelade konsertnumret i Finlands hornseptetters repertoar.